# Esteban Masson
Esteban Masson (Montreal, 18 settembre 2004) è un pilota automobilistico francese con cittadinanza canadese, vincitore del campionato francese di Formula 4 nel 2021 e dell'Eurocup-3 nel 2023.

## Carriera

### Gli inizi in Monoposto
Nel 2019 esordisce in monoposto correndo nella Formula 4 francese, ma solo due anni dopo, nel 2021, entra nel campionato a tempo pieno. In quell'anno colleziona sei vittorie e si laurea campione davanti a Hugh Barter e Macéo Capietto. Nel 2022 passa alla Formula 3 europea regionale correndo per metà stagione con i colori della FA Racing e per l'altra metà con l'ART Grand Prix. La stagione europea per Masson è al di sotto delle aspettative, chiude in zona punti solo nel round dell'Hungaroring dove arriva decimo.
Nel 2023 corre part-time nel campionato FIA di Formula 3 europea regionale 2023, questa volta con il team Saintéloc Racing. Il pilota francese migliora i suoi risultati conquistando, come miglior risultato, il secondo posto al Paul Ricard dietro a Andrea Kimi Antonelli. Sempre nel 2023 prende parte al neonato campionato Eurocup-3 con i colori del team spagnolo Campos Racing. Durante il campionato colleziona ben otto vittorie e si laurea campione davanti a Mari Boya.

### Endurance
Nel 2023 prende parte alla 8 Ore del Bahrain, ultimo round della stagione 2023 del WEC, con il team Kessel Racing guidando la Ferrari 488 GTE Evo. Per la stagione 2024 viene scelto dal team Akkodis ASP Team per correre nel WEC nella nuova classe LMGT3 con la Lexus RC F GT3. Nello stesso periodo con il team Kessel Racing prende parte anche alla European Le Mans Series.
Nel novembre del 2024 prende parte ai Rookie Test del WEC con la Toyota GR010 Hybrid.  

## Risultati

### Riassunto della carriera
| Stagione | Serie                     | Team             | Gare | Vittorie | Pole | GPV | Podi | Punti | Pos. |
| -------- | ------------------------- | ---------------- | ---- | -------- | ---- | --- | ---- | ----- | ---- |
| 2019     | Formula 4 francese        | FFSA Academy     | 3    | 0        | 0    | 0   | 0    | 0     | NC†  |
| 2020     | Formula 4 francese        | FFSA Academy     | 3    | 0        | 0    | 0   | 0    | 0     | NC†  |
| 2021     | Formula 4 francese        | FFSA Academy     | 20   | 6        | 9    | 5   | 10   | 236   | 1º   |
| 2022     | Formula europea regionale | FA Racing by MP  | 12   | 0        | 0    | 0   | 0    | 1     | 24º  |
| 2022     | Formula europea regionale | ART Grand Prix   | 8    | 0        | 0    | 0   | 0    | 1     | 24º  |
| 2023     | Eurocup-3                 | Campos Racing    | 16   | 8        | 6    | 7   | 10   | 273   | 1º   |
| 2023     | Formula europea regionale | Saintéloc Racing | 12   | 0        | 0    | 0   | 1    | 39    | 16º  |
| 2023     | WEC-GT Am                 | Kessel Racing    | 1    | 0        | 0    | 0   | 0    | 15    | 21º  |
| 2024     | WEC-GT3                   | Akkodis ASP Team | 1    | 0        | 0    | 0   | 0    | 0*    |      |
| 2024     | ELMS-GT3                  | Kessel Racing    |      |          |      |     |      | *     |      |

† Masson era un pilota ospite, non idoneo ad ottenere punti

* Stagione in corso.

### Formula europea regionale
| Stagione | Team                                          | 1   | 2   | 3   | 4   | 5   | 6   | 7   | 8   | 9   | 10  | 11  | 12  | 13  | 14  | 15  | 16  | 17  | 18  | 19  | 20  | Punti | Pos. |
| -------- | --------------------------------------------- | --- | --- | --- | --- | --- | --- | --- | --- | --- | --- | --- | --- | --- | --- | --- | --- | --- | --- | --- | --- | ----- | ---- |
| 2022     | FA Racing by MP (1-12) ART Grand Prix (13-20) | MNZ | MNZ | IMO | IMO | MCO | MCO | LEC | LEC | ZAN | ZAN | HUN | HUN | SPA | SPA | RBR | RBR | CAT | CAT | MUG | MUG | 1     | 24º  |
| 2022     | FA Racing by MP (1-12) ART Grand Prix (13-20) | 17  | 22  | 23  | 20  | 14  | 15  | 32  | Rit | 14  | Rit | 10  | 11  | 17  | 22  | 22  | Rit | 19  | 16  | 19  | 22  | 1     | 24º  |
| 2023     | Saintéloc Racing                              | IMO | IMO | CAT | CAT | HUN | HUN | SPA | SPA | MUG | MUG | LEC | LEC | RBR | RBR | MNZ | MNZ | ZAN | ZAN | HOC | HOC | 39    | 16º  |
| 2023     | Saintéloc Racing                              |     |     |     |     | 15  | 11  | 17  | 11  |     |     | 13  | 2   | 13  | 4   | 6   | 16  |     |     | Rit | Rit | 39    | 16º  |

### Risultati in Eurocup-3
(legenda) (Le gare in grassetto indicano la pole position) (Le gare in corsivo indicano Gpv)
| Stagione | Team          | 1   | 2   | 3   | 4   | 5   | 6   | 7   | 8   | 9   | 10  | 11  | 12  | 13  | 14  | 15  | 16  | Punti | Pos. |
| -------- | ------------- | --- | --- | --- | --- | --- | --- | --- | --- | --- | --- | --- | --- | --- | --- | --- | --- | ----- | ---- |
| 2023     | Campos Racing | SPA | SPA | ARA | ARA | MNZ | MNZ | ZAN | ZAN | JER | JER | EST | EST | CRT | CRT | CAT | CAT | 273   | 1°   |
| 2023     | Campos Racing | 6   | 7   | 1   | 1   | 3   | 3   | 1   | 1   | Rit | Rit | 1   | 14  | 1   | 5   | 1   | 1   | 273   | 1°   |

### Risultati nel WEC
| Anno    | Squadra          | Classe          | Vettura             | SEB | ALG | SPA | LMS | MON | FUJ | BHR |     | Punti | Pos. |
| ------- | ---------------- | --------------- | ------------------- | --- | --- | --- | --- | --- | --- | --- | --- | ----- | ---- |
| 2023    | Kessel Racing    | Classe LMGTE Am | Ferrari 488 GTE Evo |     |     |     |     |     |     | 5   |     | 15    | 21°  |
| Anno    | Squadra          | Classe          | Vettura             | QAT | IMO | SPA | LMS | SÃO | COA | FUJ | BHR | Punti | Pos. |
| 2024    | Akkodis ASP Team | LMGT3           | Lexus RC F GT3      | 16  | 15  | 14  | 8   | 11  | 11  | 12  | Rit | 8     | 27°  |
| Anno    | Squadra          | Classe          | Vettura             | QAT | IMO | SPA | LMS | SÃO | COA | FUJ | BHR | Punti | Pos. |
| 2025    | Akkodis ASP Team | LMGT3           | Lexus RC F GT3      |     | 3   |     |     |     |     |     |     | 15*   |      |
| Legenda |                  |                 |                     |     |     |     |     |     |     |     |     |       |      |

* Stagione in corso.

### Risultati 24 Ore di Le Mans
| Anno | Team             | Co-piloti                      | Auto            | Classe | Giri | Pos. | Pos Cat. |
| ---- | ---------------- | ------------------------------ | --------------- | ------ | ---- | ---- | -------- |
| 2024 | Akkodis ASP Team | Jack Hawksworth Takeshi Kimura | Lexus RC F GT3  | LMGT3  | 279  | 37°  | 10°      |
| 2025 | VDS Panis Racing | Oliver Gray Franck Perera      | Oreca 07-Gibson | LMP2   | 367  | 19°  | 2°       |

### Risultati nel ELMS
| Anno    | Squadra          | Classe | Vettura  | BAR | LEC | IMO | SPA | SIL | ALG | Punti | Pos. |
| ------- | ---------------- | ------ | -------- | --- | --- | --- | --- | --- | --- | ----- | ---- |
| 2025    | VDS Panis Racing | LMP2   | Oreca 07 | 2   |     |     |     |     |     | 18*   |      |
| Legenda |                  |        |          |     |     |     |     |     |     |       |      |

*Stagione in corso.